# Tuna tingslag
För tingslaget med detta namn i Dalarna, se Stora Tuna med Gustafs tingslag
Tuna tingslag var ett tingslag i Västernorrlands län vars område låg i den inre delen av landskapet Medelpad i nuvarande Sundsvalls kommun. 
Tingsställen var bland annat Baggnäsgården eller Källsta gästgivaregård i Källsta i Stöde (tingställe under olika perioder under 1700- och 1800-talen) samt Wattstens gård i Vattjom (tingställe 1887-1913, ev även tidigare under 1800-talet).
Tuna tingslags verksamhet överfördes 1914 till Medelpads västra domsagas tingslag.
Tingslaget hörde till 1879 till Medelpads domsaga och därefter till Medelpads västra domsaga.

## Socknar
Tuna tingslag omfattade tre socknar.
- Attmar
- Stöde
- Tuna